# Carex prainii
Carex prainii är en halvgräsart som beskrevs av Georg Kükenthal. Carex prainii ingår i släktet starrar, och familjen halvgräs. Inga underarter finns listade i Catalogue of Life.